# 承德保卫战
承德保卫战，是第二次国共内战中1946年1月至8月国军与中共军队围绕热河省会承德进行的一次大规模战役。因战役的主要战场是在凌源、平泉和青龙县之间进行的，也称做“凌平青战役”。热河保卫战，先后共歼国军3.1万余人，迟滞了其向东北的增援。

## 战前部署
1945年9月19日，刘少奇为中共中央发布的《关于目前任务和向南防御向北发展的战略方针和部署的指示》中明确指出：“全国战略方针是向东北发展，向南防御”。“目前全党全军的主要任务是：继续打击敌伪，完全控制热、察两省，发展东北并争取控制东北，以便依靠东北和热察两省，加强全国各解放区及国民党地区的人民斗争，争取和平民主及国共谈判的有利地位”。1945年11月，中共中央决定成立以程子华为书记、萧克为司令员的冀热辽中央分局和冀热辽军区，意在固守承德乃至整个热河省。共军参战部队：
- 杨苏纵队
- 冀东部队
- 热河部队
- 部分地方部队和游击队。

1945年11月26日，在十三军、五十二军攻陷锦州以后，蒋介石令杜聿明停止向东北前进，回师热河，与北平、唐山向热河进攻的军队配合，抢占凌源、平泉及古北口，从西、南、东三路夺取承德。1946年1月2日中共中央、中央军委电令冀热辽分局：“国民党企图在停战前占领热河。因此，热河的命运可能在近日决定。如我能给敌军以打击，迟滞敌军前进，保卫承德及其他要点在我手中，则我在热河仍可占有优势地位。”“最近数星期是热河命运决定的关键。而我能否控制热河对全国的地位均有极大关系，这里决定我党在今后整个阶段中的地位问题，望你们速集中冀东杨（成武）苏（振华）等主力，不惜一切牺牲坚决打击进攻热河之顽军，保卫承德。”
1946年1月5日国共两党达成“停止国内冲突”的协定，1月10日双方正式公布这个协定，规定停战从1月13日24时生效。即一月停战令。蒋介石下令：“各部在停战令生效前，应速抢占战略要点，在热河方面最好于停战命令前占领承德，同时必须抢占古北口、建平、凌源为要”。

## 经过

### 第一次承德保卫战
平泉市道虎沟为主战场的战斗，含影碑山子和平泉县城争夺战。
1946年1月9日，为了在全国“停战令”前抢占承德，国军十余万人及李守信伪军改编的“热河人民自卫军”从东西南三路进攻承德：
- 西线古北口保卫战：第十一战区孙连仲指挥第九十二军2个师和第十六军1个师和治安军第7军的1个师，由侯镜如统一指挥，从密云出发，沿平古路东进。1月9日至14日，第十六军第22师攻击古北口外围阵地。守卫古北口的冀东军区第11旅第16、第53团顽强抗击。赵尔陆热河纵队第1、第2旅由永宁地区出发，经5天5夜急行军，于1月9日夜12点赶到古北口。赵尔陆纵队1旅的1、2、3团是红军的老底子，战斗力强，很能打仗，旅长李湘。2旅的4、5两团战斗力较差，第4团打过几次小仗，第5团全是新兵，没有参加过战斗。冀热辽军区参谋长李聚奎从承德赶到前线，负责指挥古北口保卫战。1946年1月10日上午8时许，敌人沿铁路线向古北口进攻，连续冲锋，均被击退，至下午1时左右，敌人停止进攻。从石匣方向搬运架桥材料，企图架桥过潮河，向共军左翼迂回攻击。李聚奎令4团隐蔽，勿暴露目标，严密监视敌人，待敌尖兵部队过河后尚未站稳脚跟时，即在猛烈炮火掩护下，全力出击，将敌先头部队消灭之。其余缩回石匣去了。古北口西南约15公里的香水峪北面是一座高山（桃山，1099米）。10日黄昏，发现敌军从密云向香水峪方向开进。根据以上情况判断，敌人明天可能向香水峪北面的大山进攻，企图抢占军事制高点。李聚奎令1旅连夜从所在阵地向右移到香水峪附近敌人右侧，准备在适当时机侧击敌人。冀东14分区司令员曾雍雅指挥(16团、55团)4个连队担任从香水峪正面阻击敌人任务。令2旅第4团移到古北口以南正面原1营阵地上，监视正面敌人。令2旅第5团进到石匣河对岸，虚张声势，进行佯攻，迷惑敌人。敌人从11日上午9时许，开始向香水峪攻击。于11时左右占领了香水峪及大山脚下沿线我之阵地。曾雍雅指挥的4个连撤到大山的半腰中间，继续抵抗进攻之敌。这时，敌人已发现我1旅在他进攻的侧面，同时，郭天民纵队已由四海向密云急进。敌人受我腹背夹击的威胁，即于下午4时向石匣撤退。我军乘胜追击，消灭了一部分敌军。经两天激战，敌人死伤约2000人，我缴获各种枪支120余支。赵尔陆纵队发扬了艰苦奋斗、不顾疲劳、连续作战的顽强精神，战胜了两倍于我的敌人的进攻，胜利地完成了保卫军事要地——古北口的任务。1月13日9时，国军第九十二军、十六军用四个师的兵力，在五架飞机的掩护下，向大、小新开岭、下河、兵马营推进，被冀晋冀察两个纵队阻击在小新开岭香水峪。到14日中午，古北口保卫战共歼灭国民党军1500多人，冀热辽部队近千人伤亡。1月26日，古北口军民万余人召开追悼大会。冀晋纵队司令员兼政委赵尔陆，热河省农会主席曹国章主祭。
- 南线喜峰口方向，第九十四军第5师和第43师两个团及伪军一部，从唐山分两路于1月11日晨，向丰润、遵化、罗文峪、豆各庄方向进攻，詹才芳冀东纵队第13旅两个团和遵化、丰润、滦西县支队顽强的阻击，阻敌于丰润县城、柴草坞、罗文口以南一线，经四昼夜歼敌700余人。1月13日午夜，国共两党达成的停战协议生效后，国军继续攻占玉田县城和榛子镇等地。1月15日，冀东纵队等部实施反击，收复了失地。1月18日，南路国民党军主力撤回唐山。
- 东线朝阳、平泉方向是承德保卫战的主攻方面。林彪部1945年12月20日撤至西满。热辽黄永胜纵队未完全参战，冀中黄寿发纵队装备差。国民革命军第十三军和国民革命军第五十二军第195师于12月28日陷义县，30日陷阜新，第五十二军第25师同日陷盘山、营口，解除了进攻热河的后顾之忧，然后聚集重兵，于1946年1月4日突然向热东进攻，使东线战场呈现出极为险恶的局面。冀热辽军区命令杨（德志）苏（振华）纵队和冀东军区第十二旅、第十四旅和第十三旅的十四团，日夜兼程向平泉前进。1月9日，热河省主席兼冀热辽军区副司令员李运昌率领原冀热辽军区司令部，从阜新经朝阳、凌源回到平泉，与刚到的冀热辽军区司令员萧克会合，立即研究了热东的战局态势和如何阻敌、保卫承德的问题，决定在平泉东部的凌源域内打一仗，尽可能将敌人阻击在平泉以东地区。1946年1月10日中午，蒋介石电令杜聿明“停战令即将下达，要督令所部，星夜攻击前进，务于停战令生效前占领凌源、平泉、承德等重要城市”。1月12日夜，国民党军队进犯平泉以东三十家子。13日，又占平泉东40里之杨树岭。杜聿明部署分三路向平泉进犯：
  - 第十三军第4师，沿锦承铁路向平泉进犯，在平泉东5公里处遭王兆湘旅顽强阻击，经10多小时激战，连续打退敌人6次冲锋，毙伤俘敌300余人，完成了阻击任务，受到指挥部表扬。
  - 第五十二军第2师，从凌源的三十家子，离开锦承铁路和公路，转入西南方向，经刘杖子、大河北等山间小路，从平泉南侧迂回奔袭小寺沟，妄图从西面包围平泉县城。肖克指挥冀东军区第十二旅前卫十七团及后续部队，在道虎沟川与敌展开激战，终将敌击溃。冀东第十四旅也在小寺沟东面和北面阻击了另一路敌军的前进。是役歼敌1100余人，俘敌30多人，阻敌不能向平泉前进。
    - 第五十二军第195师，尾随二师、四师之后跟进。当王兆湘旅在影碑山、冀东第十二、第十三旅在道虎沟川与敌激战之际，从影碑山与道虎沟川之间仅5公里的空隙，走山路，敌于13日下午4时侵占平泉车站及南山各制高点。但惧怕城中有埋伏，不敢进街。当时，平泉实为一座空城，当195师查明情况，向平泉街前进时，恰好杨苏纵队主力赶来，双方在平泉街展开激战。至13日24时停战令生效后，杨苏纵队主动撤出平泉街，平泉失守。

  - 第十三军第54师沿叶赤线经建平、黑水向平泉迂回攻击前进

冀热辽军区部署杨苏纵队一、二、三旅，山东七师王兆湘旅，冀东军区十二旅、十四旅、十三旅十四团，向凌源、平泉集结。
- 1月11日，王兆湘旅从滦平先期到达平泉，驻扎在车轮窑川待命；
- 杨苏纵队三旅从遵化到达平泉四合园、二道河子一线。纵队司令员杨得志、政委苏振华、参谋长卢绍武赶到平泉会见了萧克、李运昌，共同研究作战方案和部署，分派作战任务。决定三旅到平泉北25公里的黄土梁子，以防敌十三军54师从北部迂回进攻平泉。

12日上午，萧克、李运昌召集平泉县长贺文涛等，研究布置支前工作。萧克司令员指示：“东面有敌人四个美机械化师，经建昌、朝阳、凌源要进攻平泉、抢占承德，中央指示我们要坚决堵住敌人。我们调集了几个旅，决定在平泉东至凌源一带打一仗，要求县委、县政府做好广大群众支前工作，准备五六个旅的粮食供应及担架运输等项，以保证绝不让敌人占领平泉”。会后，萧克、李运昌很快接到前方情报，国军已占领凌源西南重镇三十家子，距平泉县城仅35公里，且有铁路、公路相通，如急行军七、八个小时就可到达，情况非常紧急。由于情况变化，在平泉东的凌源境内打一仗已不可能，只能在平泉附近开辟战场了。
1月12日下午，冀东军区代司令员詹才芳带十二旅、十四旅、十三旅十四团，到党坝至龙须门一线。冀热辽军区司令部命令十二旅星夜赶到道虎沟川大营子一带；十四旅到小寺沟五十家子一线；十三旅十四团到大吉口、党坝集结待命。杨苏纵队一旅和二旅先头部队已到达七沟，主力在承德县三沟、六沟一线，正沿承（德）平（泉）公路前进。冀热辽军区司令部决定平泉西北部战场由杨苏负责指挥，王兆相旅配属杨苏纵队。
1月12日当晚冀热辽分局书记、军区政委程子华也赶到前线，与杨苏在代铜沟召开军事会议，研究制定作战部署。命王兆相旅连夜沿锦承铁路向平泉东北方向迎敌，在瀑河子至杨树岭一线阻敌前进；一旅跟进到凤凰岭至七沟一线集结；二旅在平泉西二道河子、四合园一线集结；并命令三旅从黄土梁子返回平泉北部，与王兆相旅配合作战。
1月13日凌晨2时，敌4师、195师由三十家子越过刘杖子，进入平泉东20公里的杨树岭地域。已经驻扎在凌源的第十三军军长石觉，命令部队不准停留，连夜迅速分两路向平泉攻击前进。一路是十三军四师和第五十二军一九五师，沿锦承铁路西进；一路是五十二军二师五团从杨树岭的狮子沟折向西，沿道虎沟川向小寺沟前进，四团向杨树岭南10公里的营子方向迂回攻击小寺沟。企图两路同时抢占平泉和小寺沟，然后沿锦承铁路和承平公路抢占承德。到停战令生效，国共军队各占领平泉县城的一半。14日晨，共军撤出平泉县城。1月14日，冀东十二旅、十四旅和杨苏纵队在道虎沟川、影碑山子、喇嘛山、大东山一带同五十二军二师、一九五师、十三军四师展开了激战。

### 第二次承德保卫战
1月19日，军调部第2执行小组到达赤峰。当天，国军第十三军第54师西犯，进占了天义、平庄、乃林等地，企图抢占赤峰。第十三军第54师第126团（团长易惠），共有1700多人，全部美械装备，配属师炮兵营两个炮连，号称“铁团”，攻占叶赤线北端距赤峰七十华里的古山车站（今赤峰市元宝山区古山镇）。
2月1日，军调部第11执行小组到达承德。2月上旬国军第十三军第54师从天义进占平泉县城以北50km的黄土梁子；冀东的国军第九十四军第5师调绥中，折向热河，进占建昌、刀尔登，2月11日进占平泉县城以南的桲椤树川。
2月21日，国军以4个师，分兵四路以平泉为中心，向热河解放区发动进攻。共军进行了第二次承德保卫战。
- 黄土梁子方向：杨（得志）苏（振华）纵队迅速击退了从平泉县城以北黄土梁子和沿承（德）平（泉）公路向承德进攻之敌
- 二道河子方向
- 小寺沟方向
- 桲椤树川方向：为主战场。2月25日，国军第九十四军第5师又进占平泉以南桲椤树川地区，并向承德进攻。詹才芳统一指挥冀东、冀晋、热辽三个纵队的主力，突然将其四面包围，在平泉县城以南饽罗树地区给敌以严重打击。激战至29日，歼其1300余人。

共毙伤敌3000余人，终止了国军向热河的进攻，热河战场暂处双方对峙状态。
3月9日，中央社宣布所谓共军围攻平泉事件。军调部承德小组中共代表在谈判过程中，违背冀热辽中央分局规定的“《党坝协定》执行前不与对方谈判任何新协定”的方针，不经请示于3月20日签订了《叶柏寿协定》，允许被赶跑的国民党派去的建平县长徐文亮和保安队回建平推行宪政，所有八路军和地方部队均不得妨害。3月22日又签订了《凌南协定》，承认热东土匪于大川部为国军，驻守建昌，并保证凌绥公路的运输安全。这两个协定被冀热辽中央分局认为是片面的、错误的，4月3日经分局讨论，决定撤换军调部承德小组中方代表，由段苏权出任，由冀热辽军区司令员肖克召见军调部承德执行小组严正声明不承认这2个协定，并向北平军调部提出备忘录抗议。军调部派出第26执行小组，在朝阳谈判《叶柏寿协定》和《凌南协定》，共方坚持这2个协定是承德小组共方代表超越职权签订的，不能算数，必须重新谈判。由于东北战局在四平胶着，国军不愿分兵投入热河，国方最终同意中止这2个协定执行。

### 赤（峰）叶（柏寿）战役与五月战役
詹才芳的冀东部队的破路行动，引起毛泽东的注意，毛于1946年4月12日致电中共东北局及林彪：在东北作战，“以集中力量歼灭敌人为主，不以固守城市为主，并须统筹全局，作长期打算”，并介绍了詹才芳部的作战经验：“詹才芳在绥中破路已见大效，望你们重视破路，看作战胜敌人的重要方法。”
1946年4月底出现了“关内小打，关外大打”的局面。1946年5月，为策应四平保卫战，牵制热河敌军东调，晋察冀第二野战军发动赤（峰）叶（柏寿）战役。经一周作战，晋察冀第二野战军控制了赤峰至叶柏寿间叶赤铁路130公里，使热河东部铁路、公路交通完全瘫痪。期间，“詹才芳部在辽西也先后占领小松岭、沙河、石河桥及高岭等车站和据点，炸毁北宁路山海关至锦州段大部桥梁，迟滞了国民党军及其军火物资的调运。” 
进入5月份后，东北大战已经全面展开。国民党抽调原在热河的部分兵力投入东北战场。为配合东北作战，中共中央电示冀热辽军区：“务望肖（克）程（子华）指挥热河各部积极动作，尽量歼灭该军有生力量及彻底破毁铁路。”同时，中央军委也发出了“配合东北作战，乘胜出击，收复失地”的命令。1946年5月3日，毛泽东致电正组织本溪保卫战的东北民主联军辽东军区司令员兼政委萧华，要求萧部“鼓励士气，争取胜利。”“在进行防御时，应学习四平范例，以少对多，死守不退。只要你们能在本溪地区坚守十天至半月时间，敌之锐气必受挫折，我之胜利就有希望。”“我詹才芳率两个旅在榆锦线大破路协助你们。”5月3日，毛泽东还致电冀热辽军区政委程子华、军区司令员萧克并转詹才芳：“詹三十日电悉。破路又有成绩，甚为欣慰。东北正在大战，五六两月将是重要关键，务望鼓励士气，继续不断破毁锦榆段。为着将破路范围扩展至兴城、锦县起见，请考虑从两个旅中抽出一部向北发展，多带地方工作人员，将兴城、锦县铁路线以西，朝阳、凌源铁路线以东地区广大群众发动起来，并组织游击队，建立巩固根据地。该地区目前情形如何，望詹电告。”5月3日，毛泽东又致电正在组织热河战役的聂荣臻等，就战役组织提出六点意见，其中有：“（四）詹才芳部集中于破毁锦榆路。”
冀热辽军区发动五月战役。詹才芳立即带领纵队出击榆锦线，并组织游击队，着手建立巩固根据地。5月6日，毛泽东就热河战役组织致电中共冀热辽中央分局，提出三点意见，其中重申出击兴城等地：   “（三） 詹才芳纵队应扩展其破路范围至兴城、锦州线，并应注意该地区群众工作及组织地方游击队。”
1946年5月初，热辽纵队在文年生、朱涤新等人领导下在宁城整编，以三十旅为基础，整编为热辽军区独立旅，并以三十旅各团编成六十六团；二十旅主力编成六十五团（团长邹昌茂、团政委谢家祥、副团长董占林、团参谋长王向春、团政治处主任兰亦农、团政治处副主任张寿元）；二十七旅七十团及纵直一部编为七十团。早在1946年1月第十三军大举向热河革命根据地进犯，竭力在1月13日停战令生效前抢占战略要地，先后攻占了朝阳、凌源、平泉、建平等地，1月10日第十三军第五十四师第162团侵占古山、莫力河及中共建平县委所在地平庄。第162团号称十三军主力团，是全副美械装备的“铁团”，配属54师炮兵营1个山炮连，1个迫击炮连，总兵力1700余人。1946年5月13日凌晨1时，热辽纵队（黄永胜司令员、朱涤新政委，文年生副司令员）第30旅（旅长张德发、政委谢镗忠）奉命发起古山战役。古山位于平庄镇北端的叶赤铁路东侧。古山战役打响不久30旅就控制了莫里河以北鸡冠山一线阵地，并夺取了古山站沿西山的制高点黑山洼。70团迅速突破了古山站。但是由于兵力不足，准备不充分，各部配合又不到位，70团拂晓前又主动撤出了战斗，4小时战斗歼敌200余人。5月14日双方处于对峙状态。5月15日，独立旅又组织攻击，古山站再次被突破，但因二梯队兵力不足，于当日拂晓又撤出战斗。5月17日上午，热辽纵队首长黄永胜，朱涤新、文年生3人亲临古山前线，同第30旅独立旅旅长张德发、政委谢镗忠一起召集团营领导研究作战方案，调整战术。30旅首先集中兵力扫清古山外围，切断对外联系，至18日下午古山守军试图派2个连从西面接应驻平庄一个营撤回古山。趁敌调动混乱动荡有利时机，30旅立刻发起总攻。至夜，终于在古山站西北打开一缺口，遂集中炮火，逐一摧毁敌重要据点，并迅速收缩包围圈。19日拂晓，古山守军全线崩溃，国民革命军第十三军第54师第162团团长易惠率500残部突围，在二龙山被歼，团长易惠率100余人逃出。古山战斗激战7天7夜，共毙、伤、俘敌1100多人。热辽30旅付出了伤400多人、亡100多人，总计600人的代价（一说1080人），其中副旅长幸世修重伤，65团3营营长王云（四川老红军）牺牲。 古山战斗后，乘胜攻克平庄，歼900多人，破毁锦承线和叶赤铁路400里。
就在詹才芳纵队迅速展开之时，毛泽东于5月13日又让萧克、程子华转电詹才芳，第三次要求出击兴城等地：“确息，驻锦西之八十九师正向朝阳、凌源开进，锦西空虚。望速派得力部队（例如一个旅）向锦西前进，相机占领，并向锦州、兴城之线破毁铁道，发动民众，策应各方作战。”1946年5月15日，毛泽东致电林彪、彭真，明确言及：“热河方面及詹才芳纵队正在积极动作，可能将九十三军大部吸引于锦州地区（该军一个师守备绥中，其余两师大约月底可到锦州）。”5月15日，毛泽东致电萧克、程子华：“（一）东北战局异常紧急，务望萧程指挥热河各部积极动作，尽量歼灭顽军有生力量及彻底破毁铁路。（二）至作战第二阶段时，……东出阜新、义县地区举行袭击，吸引九十三军（云南军，其主力目前正在葫芦岛登陆）。（三）詹纵队主力速向锦西、锦州地区推进，广泛破击北宁路吸引九十三军。是为至要。”
冀热辽军区有计划有组织地发动的五月战役，正规军、地方部队、游击队和10多万群众密切配合，以8个旅分三路向凌源、叶柏寿，平泉、八里罕甸子，山海关、锦州间实施反击。
五月战役共毙伤俘国民革命军第十三军第54师第162团和1个炮兵营共2000余人，捣毁车站19座、铁路400余里，炸毁桥梁44座，破毁公路630余里，达到了牵制敌军，配合东北作战的战略目的。

### 第三次承德保卫战
为适应日趋严重的战争态势，方便工作，1946年6月中共冀热辽中央分局将热河省一分为二，在赤峰成立热辽区党委、行署、军区，辖热中分区、热东分区和热辽分区3个地区，省级建制，胡锡奎为区党委书记兼军区政委，杨雨民为行署主任，黄永胜为军区司令员；任命黄火青为热河省书记兼军区政委。
第三次承德保卫战含坚守凤凰岭、破交战、再战凤凰岭、多路阻击战。
1946年8月冀热辽八路军主力集中在西线大同、集宁地区作战。8月21日起国军3个军8个师和李守信热河省人民自卫军、数支保安大队大举进攻热河。
- 第十三军（石觉）：54师从黄土梁子、89师从天义分头向宁城进犯并占领宁城(今小城子镇）。
- 第七十一军（陈明仁）第91师
- 第九十三军（卢浚泉）：暂22师岀义县、北票，在朝阳集结，兵锋直指赤峰。暂18师经锦西、兴城在叶柏寿集结部队。

8月27日，第十三军主力迂回至承德以南，攻占上板城、六沟；第五十三军进占双山。
仅以冀热辽军区独立旅和地方武装在承德地区实施机动防御。为此，中共冀热辽中央分局发出了《关于保卫承德、赤峰紧急动员的指示》，号召全体军民要“誓死保卫承德、赤峰，誓死保卫热河，誓死保卫冀热辽”。
中共中央、冀热辽中央分局鉴于当时严峻的形势，做岀了放弃承德，转移赤峰的英明决定。中央分局和热河省委于8月26日主动撤离了承德，并于9月13日进驻赤峰，10月9日又转移至林东。
1946年8月28日国军占领承德。

### 赤峰保卫战
国军占领承德后，又分兵两路攻取宁城、建平：
- 右纵队93军暂22师由朝阳县北进，占建平后，派一个团向西南扫荡，直指赤峰。9月4日至华石里沟（今辽宁省朝阳市建平县张家营子镇华石里沟村）附近，遭共军7000余人埋伏。战至彻夜，歼敌500人。9月5日晨，第93军暂18师主力援兵赶到，对共军形成反包围，该团解围。由于配合不到位，未能阻止暂18师占宁城、乃林、天义。
- 左纵队第九十三军暂18师：1946年9月10日副师长李长雄率领两个团攻占乃林镇。冀热辽军区第1旅、17旅、18旅奉命消灭暂18师。9月10日夜，独1旅47团在强大火力掩护下，从乃林东北方向突入乃林，占领大半个村庄，歼敌数十人，俘敌一个排，后因通信联络不畅，无法判明态势，指挥部下令天明撤岀战斗。9月11日，第47团、48团、49团围歼守敌，一度进入纵深，战斗激烈。暂18师向天义撤退。是役共歼500人，俘50人。9月13日暂18师第3团攻占宁城（今小城子镇），以保证主力左侧翼安全。第3团约有1500人，半美式装备，包括3个步兵营和1个重机枪连、1个炮兵连、侦察队。冀热辽军区司令员兼政委程子华、热河省委书记胡锡奎和军区司令员段苏权决定，冀热辽13旅37团、39团和17旅49团主攻宁城，由段苏权指挥；第16旅2团、17旅1团和热中骑兵团负责打援，由程子华指挥；急调热东分区2个团进至建平以西奎德素牵制威胁敌后。9月23日20时攻城战斗正式打响。39团负责攻克控制东西大街和南北小街的中间大炮楼，实施中央突破；37团负责攻克北关东北角大炮楼，由左路突破；49团负责攻克北关西北角大炮楼，由右路突破；宁城县大队在南关实施佯攻。第37、39团从不同方向对敌发起强攻，但因敌工事坚固，第一天战斗进展不大。9月24日晚调整战术，向宁城发起猛攻，很快扫清外围，压缩守军于团部工事附近。战至25日上午，第39团1营、2营冒着密集炮火，向敌团部发起猛攻。至下午宁城战斗结束。歼敌一个团1600多人，缴获迫击炮22门，轻重机枪58挺，步枪230支，电台3部，打落敌机一架。团长易惠带百余人出南门逃走。暂18师师长许文浚自请免职处罚。

1946年10月上旬，第93军暂编18师、22师，71军91师在土匪张桐轩配合下，分三路进攻赤峰。10月5日占领建平、9日攻陷宁城（小城子）。西路进至新店、隆家店；东路由小河沿占据当铺地、八台营子、三道河；南路由乃林进驻平庄、五家向北推进，直逼赤峰。
1946年10月9日，冀热辽中央分局、热河党政军机关从赤峰安全转移到林西。太平地2个团国军中的1个营于10日18时占领赤峰火车站。10月11日，国民党93军军部及所属部队暂22师、暂18师占领赤峰，热河地区大部分城市落入国军手中，只有乌丹以北、老哈河以东地区在共产党手中。热东、热辽、热中被分隔，联系困难。
1946年10月12日，独立13旅39团奉命配合热东军分区2个团攻打建昌县城。建昌守军为一个新编旅、第十三军一个连和县保安大队共两千余人。14日黄昏热东军分区部队发起三次强攻未克，伤亡较大。第39团奉命接替攻城，第一营在东，第二营在南，两路突击，第39团歼敌1100余人，俘旅长兼城防司令罗星光以下500余人，解救被捕的200多名地方干部。

### 林西保卫战
1946年10月，冀热辽中央分局决定立即设立乌丹警备区（后改设22专区），管辖赤峰、赤西、围北、翁牛特左旗和敖汉联合旗等5个旗县，人口50万人，其中解放区人口36万，占地面积近2万平方公里。地委书记邱会作、专员刘锡三、司令员吴烈。辖3个骑兵团、一个步兵团（警备4团），军分区机关和部队兵力达4000人。卓索图盟2个支队和6个县大队等地方武装达到3000人。以四道沟梁（位于翁牛特旗广德公乡境内）为屏障。
1946年11月第九十三军暂18师进至桥头，被热河第十六旅顽强阻击，未能向前。
1946年12月。驻赤峰的暂22师一部500人，沿公路北犯乌丹。行至四道沟梁遭警备4团和赤峰、赤西两个县支队的反击。气温骤降到零下三十度。暂22师系滇军，冻伤冻死数百人，回撤赤峰。
1947年春末，暂22师纠集地主武装和驻扎在兴隆庄的一个营兵力共1000人，再次北犯四道沟梁，正面阻击的警备4团同侧面包抄的骑兵团配合苦战一天，歼200人，迫敌回撤，警备4团亦伤亡80多人。
1947年4月1日，冀热辽划归东北，改称冀察热辽分局、行署、军区。1947年5月初，冀察热辽军区参加东北夏季攻势，同时发动了热东战役掩护了凌源起义、热西战役攻克了围场。